# Masacrul de la Sărmașu

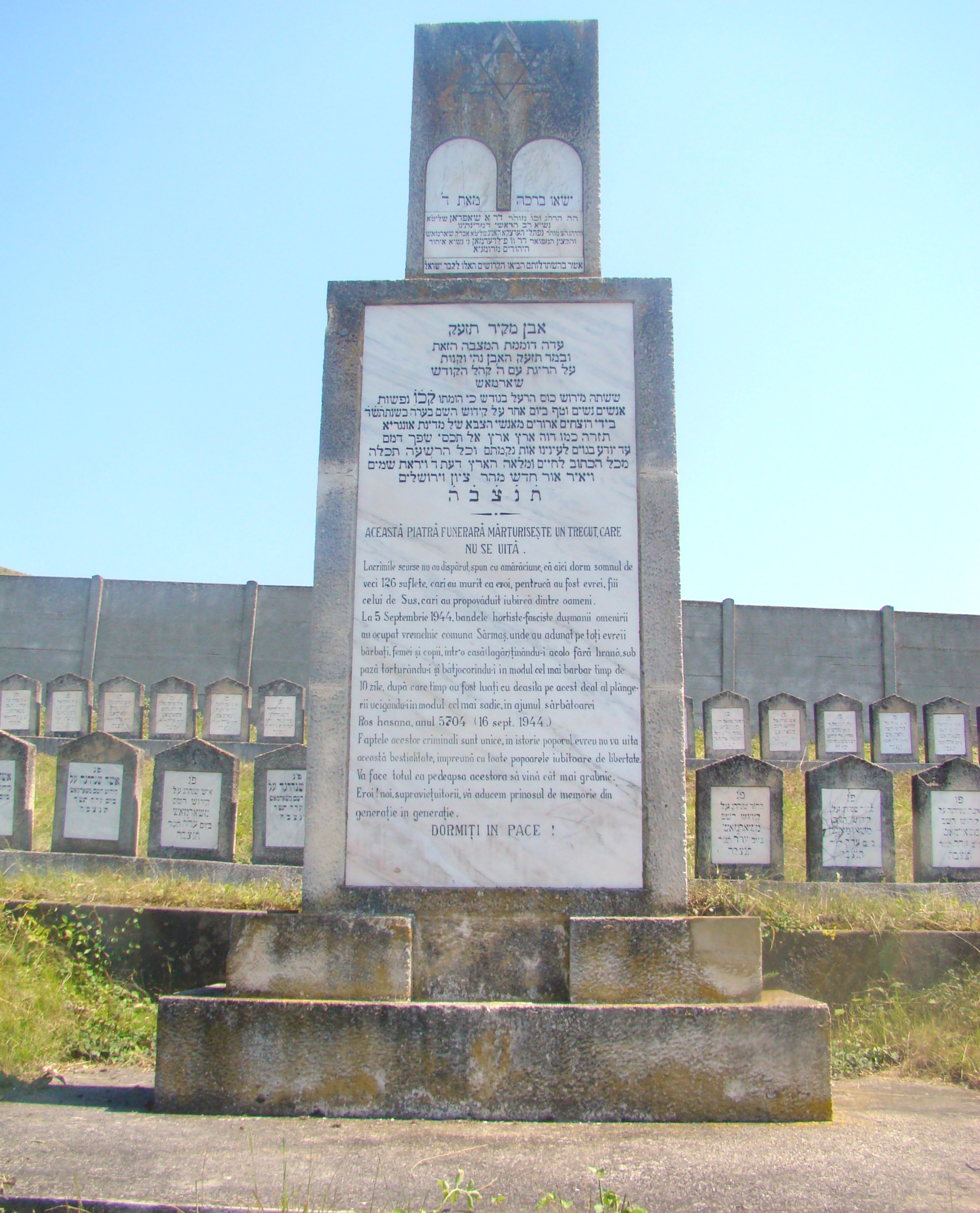
Monumentul evreilor uciși în al doilea război mondial Cămărașu, Cluj

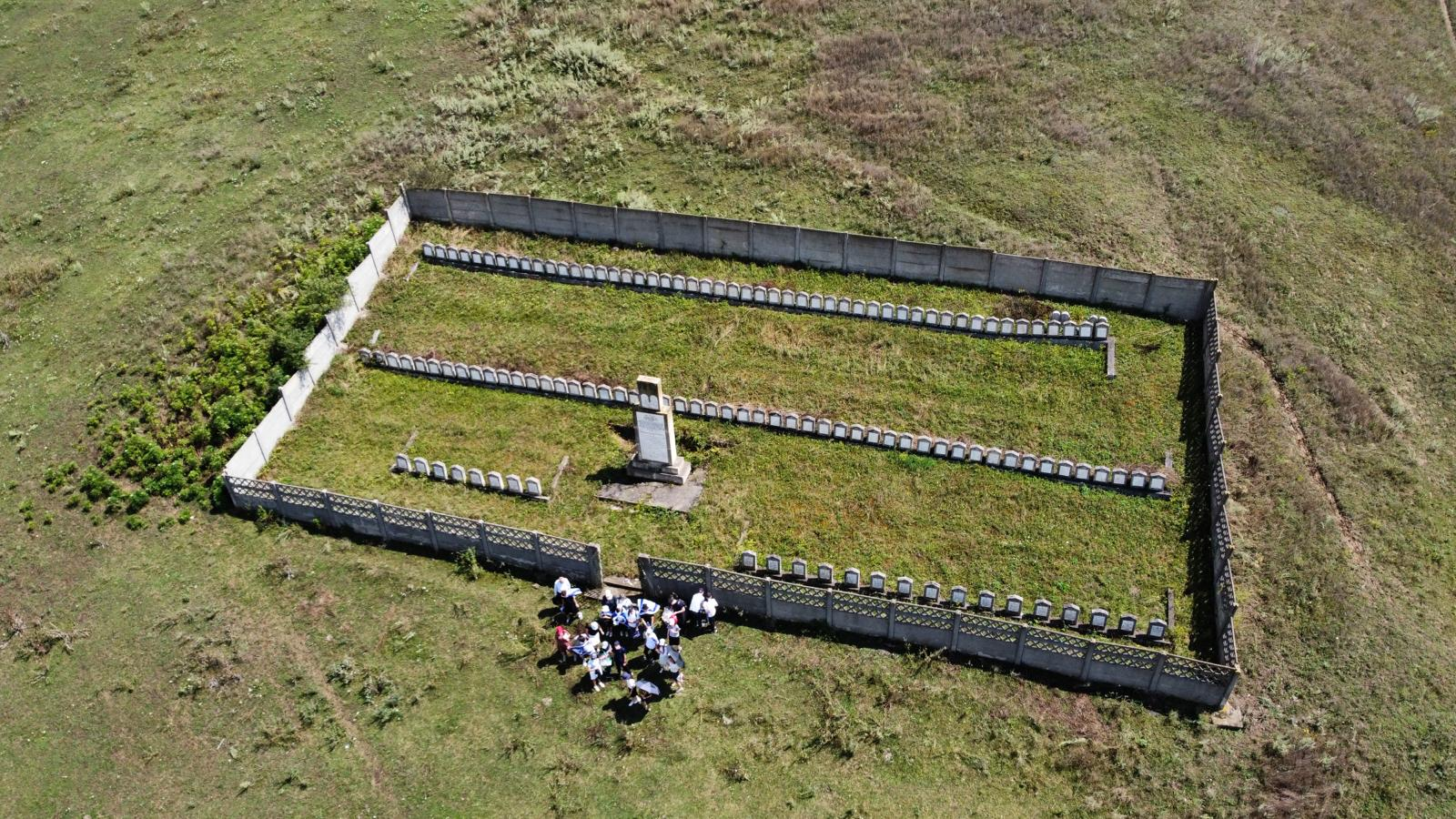
Cimitirul din zona masacrului

În 17 septembrie 1944, trupe de jandarmi maghiari sprijinite de localnici membrii ai gărzii civile maghiare au torturat și masacrat 126 evrei din localitatea Sărmașu. 
Cadavrele celor uciși (31 de bărbași adulți, 52 de femei adulte și 43 de copii până la vârsta de 15 ani) au fost deshumate din două gropi comune, în februarie 1945. Concluzia la care a ajuns Comisia medico-legală care a realizat autopsierea cadavrelor: moarte violentă prin împușcare, iar în cazul mai multor copii, moarte violenta prin asfixiere, aceștia fiind îngropați de vii.
Cercetările împotriva celor vinovați de masacrele de la Sărmașu și Luduș au început în anul 1945 și s-au încheiat în 1946. Prin sentința Tribunalului din Cluj s-a stabilit responsabilitatea pentru masacrul de la Sărmașu: doi ofițeri din trupele de jandarmi (cpt. Lancz Laszlo, lt. Vecsey) și cinci subofițeri (slt. Halasz, slt. Fekete, plt.maj. Szabo, plt. Horvath Istvan și plt. Polgar) au fost găsiți vinovați și au primit sentințe de condamnare la moarte. Doi dintre localnici au fost condamnați la pedepse cu închisoarea pentru participare la masacru: Panczel Janos (soldat-jandarm din Sărmașu) și Soos Istvan (membru al gărzii civile maghiare din Sărmașu) au fost condamnați la 20 de ani, respectiv la 5 ani de închisoare.

## Mărturii
- "Pe la orele 2 după miezul nopții, am văzut cum evreii au fost ridicați și duși pe coasta dealului spre felinar. Am auzit atunci multă larmă și vaiete între evrei. La vreo jumătate de oră după ce evreii au ajuns sus, am auzit împușcături de mitralieră. Speriat, mi-am pus nevasta și copii la adăpost și m-am ascuns în porumbiște la vreo două sute de metri de locul unde se împușca. Era noapte și nu am putut vedea nimic, dar am auzit vaietele și țipetele victimelor. Un geamăt de băiat tânăr s-a auzit mai mult decât toate. După ce a încetat și acesta, s-au oprit și împușcăturile…" (Ioan Moceanu, comuna Cămărașu, județul Cluj, unul din martorii audiați la anchetă)

- "…tot ce am trăit, văzut, simțit și auzit în acei patru ani de urgie nu pot sta alături de ceea ce am văzut la Sărmașu. Am pipăit cele 126 de cadavre… Am văzut copii de 5, de 3 și de 1 an, neatinși de gloanțe care au fost și ei azvârliți și îngropați de vii. Am văzut soț și soție încleștați într-o ultimă îmbrățișare și am văzut un tată cu mâinile crispate strângându-și în brațe copilul de un an…" (dr. Matatias Carp, secretar general al Federației Uniunilor de Comunități Evreiești din România, delegat oficial ca membru al comisiei de cercetare a masacrului de la Sărmașu și de exhumare a victimelor)

- "Primul strat de cadavre era alcătuit aproape numai din copii. Erau unii mititei de tot, să fi avut 2 sau 3 anișori. Cei mai vârstnici dintre ei nu treceau de 15 ani. La câțiva s-au putut constata orificiile de pătrundere a gloanțelor ucigătoare, la alții s-au putut găsi țestele sfărâmate, (probabil cu patul armei, n.n.) iar la unul ambele picioare sfărâmate. Dar au fost copii la care, căutându-se cu multă grijă, nu s-a găsit nici un semn exterior care să indice cauza morții. Este de presupus că au fost îngropați de vii…" (dr. Emil Mora, medic legist, unul dintre cei care au participat la deshumarea cadavrelor).